# Lynne Austin
Lynne Austin (Plant City, Florida, 15 de abril de 1961) es una modelo y actriz estadounidense. Fue elegida por Playboy como Playmate del mes de julio en 1986, y ha aparecido en numerosos vídeos Playboy. Austine también fue seleccionada como Playmate del Año en 1987 por la edición holandesa de Playboy. Tenía atención de la revista después de aparecer en una campaña publicitaria para Hooters como la original "chica Hooters." Austin continúa representando a Hooter y pronto se convirtió en el "ícono Hooters."
Se casó con el receptor de Philadelphia Phillies Darren Daulton a principios de 1990, con quien tiene un hijo, y ahora está casada con Ron Lacey y tienen tres hijos. Apareció en Married with Children en "Her Cups Runneth Over" (1989).
Después de su carrera de modelo y en Hooters, Austin se convirtió en una personalidad de radio en Tampa-St. Petersburg, en el área de Florida, apareciendo diariamente en el programa de radio 1010Sports AM.
En el verano de 2008, fue nombrada entre las Chicas Top Hooters de todos los tiempos como parte del aniversario número 25 de la cadena de restaurantes.